# Pseudatrichia eaithales
Pseudatrichia eaithales är en tvåvingeart som beskrevs av Kelsey 1969. Pseudatrichia eaithales ingår i släktet Pseudatrichia och familjen fönsterflugor.
Artens utbredningsområde är Colorado. Inga underarter finns listade i Catalogue of Life.